# Ramenta
Ramenty (łac rāmentum – strzępek) – łuski epidermalne występujące u wielu paproci na łodygach i osadkach liści. Wyrostki te gromadzą flobafeny o strukturze chemicznej przypominającej bakelit. Mają zwykle brunatny lub czarny kolor.